# Campionat de Catalunya d'Escacs Actius d'Edats
El Campionat de Catalunya d'Escacs Actius d'Edats és un torneig d'escacs per a nens i nenes de menys de 20 anys i amb llicència federativa en vigor, organitzat per la Federació Catalana d'Escacs i que forma part del Festival d'escacs Memorial David García Ilundain. El format del torneig és pel sistema suís a 8 rondes, amb partides a 15 minuts més un increment de 5 segons per jugada. A partir de la V edició del torneig s'afegeix la categoria de sub-8. L'any 2006, el torneig canvia el nom de "Torneig Ciutat de Barcelona d'Escacs Base - Copa Catalunya" per "Memorial David Garcia Ilundain Trofeu Adjutori Mas d'escacs de base".

## Quadre d'honor
Quadre de totes les edicions amb el campió de cada categoria.
|                  |           |            | Guanyadors                   | Guanyadors                  | Guanyadors                 | Guanyadors                          | Guanyadors                      |
| Any              | Lloc      | Data       | sub-8                        | sub-10                      | sub-12                     | sub-14                              | sub-20                          |
| ---------------- | --------- | ---------- | ---------------------------- | --------------------------- | -------------------------- | ----------------------------------- | ------------------------------- |
| 2003[4]          | Barcelona | 13/12/2003 |                              | Jordi Coll i Ortega         | David Pueyo                | Felipe Porras                       | Daniel Alsina i Leal            |
| 2004[5]          | Barcelona | 18/12/2004 |                              | David Mota                  | Àlvar Alonso Rosell        | Eric Domínguez                      | Daniel Alsina i Leal            |
| 2005[2]          | Barcelona | 17/12/2005 | Marc Pozanco                 | Marc Sánchez Ibern          | Oriol Frances              | Àlvar Alonso Rosell                 | Lluís Oms Fuentes               |
| 2006[6]          | Barcelona | 16/12/2006 | Jordi Gene Besora            | Carlos Rojano Alfonso       | Àlex Vidal Zamora          | Cristhian Cruz Sánchez              | Lluís Oms Fuentes               |
| 2007             | Barcelona | 15/12/2007 | Guillem Salagran Ferragut[7] | Maxim Ventura Bolet[8]      | Carlos Rojano Alfonso[9]   | Marc Prujà Ramirez de Cartagena[10] | Cristhian Cruz Sánchez[11]      |
| 2008[12]         | Barcelona | 13/12/2008 | Pol Bover De La Cruz[13]     | Llatzer Bru Rullo[14]       | Javier Delgado Osorio[15]  | Erik Martinez Ramirez[16]           | Albert Ramon Solans[17]         |
| 2009             | Barcelona | 19/12/2009 | Albert Castillo Dalmau[18]   | Alexandre Ventura Bolet[19] | Marc Pozanco Romasanta[20] | Ferran González Hernández[21]       | Joel Visa Jordana[22]           |
| 2010[23]         | Barcelona | 11/12/2010 | Sergi López Pajuelo          | Jaume Ros Alonso            | Llàtzer Bru Rullo          | Martin Forsberg Conde               | Pol Sabrià Batlle               |
| 2011[24]         | Barcelona | 17/12/2011 | Sergi Riu López              | Albert Castillo Dalmau      | Alexandre Ventura Bolet    | Pere Garriga Cazorla                | Carles Díaz Camallonga          |
| 2012[25]         | Barcelona | 15/12/2012 | Llibert Cespedes Llaverias   | Marcel Claramunt Bassegoda  | Gerard Ayats Llobera       | Ferran Cervelló i Tost              | Albert Ezquerro Luque           |
| 2013[26][27]     | Barcelona | 14/12/2013 | Arnau Castillo Dalmau        | Víctor Álvarez Albiol       | Gerard Ayats Llobera       | Xavier Martínez Pla                 | Albert Ezquerro Luque           |
| 2014[28][29][30] | Sitges    | 13/12/2014 | Àlex Pedra Marquina          | Àlex Ramon Herraez          | Marcel Claramunt Bassegoda | Manuel Pulido León                  | José Eduardo Martínez Alcantara |
| 2015[31][32]     | Sitges    | 12/12/2015 | Gerard Añó Pla               | Jan Travesset Sagré         | Guerau Masagué Artero      | Ferran Solé Pijuan                  | Xavier Martínez Pla             |
| 2016[33]         | Barcelona | 17/12/2016 | Daniel Salinas Tomàs         | Joan Moles Benalí           | Jan Travesset Sagré        | Oliver Pérez Fonolleras             | Xavier Martínez Pla             |
| 2017[34]         | Manresa   | 16/12/2017 | Daniel Salinas Tomàs         | Gerard Añó Pla              | Jan Travesset Sagré        | Arnau Salvans Serra                 | Xavier Martínez Pla             |